# Chillar
Chillar es una localidad argentina ubicada en el centro geográfico de la provincia de Buenos Aires, en el partido de Azul. Es junto con Cacharí, la localidad más importante del partido detrás de la ciudad de Azul.

## Ubicación
Se encuentra sobre las estribaciones de las Sierras de Azul, siendo una de las pocas localidades bonaerenses situada a más de 200 m s. n. m. La principal vía de acceso es la ruta nacional N.º 3. La localidad está rodeada de campos muy ricos que favorecen la actividad agropecuaria por los cereales, oleaginosas y ganado vacuno.

## Población y demografía
Cuenta con 3083 habitantes (Indec, 2010), lo que representa un decremento del 7,5% frente a los 3332 habitantes (Indec, 2001) del censo anterior.
| Gráfica de evolución demográfica de Chillar entre 1991 y 2010 |
|                                                               |
| Fuente: Censos nacionales del INDEC                           |

## Historia y toponimia
Chillar debe su origen a una nueva línea de ferrocarril que partiría del Empalme Querandíes, y que generaría la construcción de las estaciones 16 de Julio, Chillar y Tedin Uriburu. La solicitud para la concesión se efectiviza por el FF.CC. Sud, el 8 de agosto de 1906 al Senado Nacional y es aprobado por ley provincial N.º 6380 del 24/09/1909. Como es natural, todo el mundo pretendía que las vías pasaran por sus campos. Los trabajos comenzaron el 08/12/1910 y se terminaron el 31/12/1911. Fue hecha fundamentalmente por polacos, italianos y vascos. La estación fue habilitada oficialmente el día 12 de mayo de 1912. Su primer Jefe fue el Sr Emilio Martin. Ese mismo año vio a luz la primera casa de Comercio de Fernández y García. Su primer delegado municipal fue Luis Anizzán. La nueva línea tenía una extensión de 94.6 km. El primer tren circuló adornado con banderas Argentinas y bendecido por el Reverendo Padre Don César Antonio Cáneva (luego Monseñor). La Estación Chillar del Ferrocarril Sud, dio lugar a la fundación de un pueblo que lleva su nombre y recuerda a una antigua estancia del lugar. La chilla era en la lengua de los indios Pampas, la montura o silla para cabalgar y chillar parece ser el acto de ensillar los caballos de refresco por parte de los malones que se retiraban hacia el oeste. En las inmediaciones de la estación ferroviaria se fue formando una población con el aporte de inmigrantes (principalmente españoles e italianos) que dieron origen a las Sociedades de Socorros Mutuos Española e Italiana, fundadas el 26 de diciembre de 1926 y el 30 de setiembre de 1928, respectivamente. En 1920 se inaugura el templo del Sagrado Corazón de Jesús, de estilo colonial.

## Cultura y sociedad
La educación es impartida por escuelas de nivel EGB inicial, 1°, 2° y 3° ciclos, una escuela media, un Hogar Agrícola y una escuela especial; se cuenta además con Biblioteca Popular. 
Tienen sede en el pueblo las siguientes instituciones deportivas:
- Club Atlético Chillar.Fundado el 12 de octubre de 1924, su primer Presidente fue Dn Francisco Ibañez
- Club Atlético Estudiantes.Fundado el 27 de mayo de 1946, siendo su primer Presidente el Dr Horacio N.Ferro
- Club Atlético Huracán.Fundado el 21 de junio de 1935, siendo su primer Presidente Dn Felix Invernizzi
- Club Atlético Independiente.Fundado el 11 de mayo de 1930, su primer Presidente fue Dn Alfonso Lutscher

## Fiesta popular
Fiesta del Chacarero: La fiesta del Chacarero se realiza durante el mes de marzo en Chillar, partido de Azul, y se perfila como una de las fiestas más importantes del campo en el centro de la provincia. Dicho encuentro es de interés municipal para la ciudad de Azul, de esta manera se destaca su importancia teniendo en cuenta que la actividad agrícola-ganadera constituye el potencial de la zona, destacando la figura del chacarero como hombre laborioso y emprendedor acostumbrado a asumir los riesgos propios de la actividad.
Esta fiesta está compuesta por exposición de herramientas y equipamiento agrícola-ganadero, espacio de transferencia de conocimientos y de capacitación a cargo de profesionales, espectáculos folklórico con la presencia de importantes artistas, fogones, servicio de cantina y el tradicional almuerzo del domingo.

## Personalidades relevantes

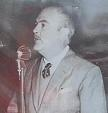
Dr Horacio N.Ferro.

Dr. Horacio N. Ferro: Médico-Filántropo-Político. Nació en General Alvear (provincia de Buenos Aires), el 8 de octubre de 1914. Contrajo enlace con María Paz Mujica y de esa unión nacieron sus hijos Nora y Horacio. Se radicó como médico en Chillar el 31 de octubre de 1940. En 1944 fue designado delegado municipal de Chillar y lo tuvo como miembro activo en varias comisiones de fomento público. El Hospital Municipal de Chillar lleva su nombre, él formó parte de la comisión que bregó y logró su construcción. Amante del deporte fundó el Club Atlético Estudiantes. Participó activamente en política a través de la U.C.R, desempeñándose como concejal en el período 1948-1952. 1956 lo encuentra nuevamente al frente de la Delegación Municipal. Consagrado por la ciudadanía, en 1958 llegó a la Legislatura Provincial, la Cámara de Diputados incorporó en él a un legislador brillante, respetado por propios y extraños. Al término de su mandato legislativo (1960), tuvo la noble actitud de aceptar una candidatura a concejal municipal, un nuevo espaldarazo a su rectitud y probada conciencia democrática. Fallece muy joven el 18 de octubre de 1961, ante la congoja de sus familiares, allegados, amigos y pueblo en general.Fuente:https://web.archive.org/web/20100131065059/http://chillarenlinea.com.ar/

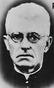
Presbítero José A. Carballo.

Presbítero Dr. José Antonio Carballo: Llega a Chillar desde su España natal para radicarse el 25 de abril de 1920, y quedarse a cumplir su misión sacerdotal al frente de la Parroquia del Sagrado Corazón de Jesús hasta su muerte. Ser humano íntegro y sacerdote ejemplar. El padre Carballo ostentaba conocimientos en derecho canónico y teología, adquiridos en su tierra natal, pero fundamentalmente tenía la ubicuidad para entender que sus feligreses precisaban de las nociones básicas para desarrollar sus tareas y de la palabra de un conductor para ayudarlos a afrontar sus dificultades. Fue el maestro sustituto para la preparación de las materias de la instrucción primaria, para aquellos que la necesitaban como complemento o para los que debían rendir como alumnos libres en colegios de otros lugares, porque el ciclo no se podía cumplir en el lugar. Debe entenderse que si los recursos económicos de la población eran escasos y la infraestructura escolar limitada al cuarto grado, quienes pretendían para sus hijos un mayor porvenir quedaban librados a su suerte, y con ellos la de sus hijos, ya que para entonces era necesario haber terminado el ciclo primario, fuere para un empleo público o para intentar estudios secundarios. Y muchos padres eran analfabetos o algo parecido. Su misión espiritual no le impidió atender la salud física de sus parroquianos, a pesar de la existencia de médicos en la población. Apelaba a la cura por el agua, las hierbas y otros elementos naturales, instruyendo sobre el modo que se usaban y los fundamentos en los que se basaba. Su compromiso no distinguía entre mujeres y varones; niños y jóvenes; adultos y ancianos; pobres y ricos; sanos y enfermos. Su compromiso era con la sociedad a la que servía. Esa fue su misión, que cumplió hasta el día de muerte.Fuente:https://web.archive.org/web/20100131065059/http://chillarenlinea.com.ar/
Don Federico Vivarelli: Nacido en Chillar y criado a partir de pepas y mate cocido, se deja carrear en diferentes juegos por la Caverna del Bardetto.

## Parroquias de la Iglesia católica en Chillar
| Diócesis  | Azul                     |
| --------- | ------------------------ |
| Parroquia | Sagrado Corazón de Jesús |